# Roda (Arnstadt)
Roda is een plaats in de Ilm-Kreis in de Duitse deelstaat Thüringen, en telt 75 inwoners (2004).

## Geschiedenis
In 1994 werd Roda deel van de toen gevormde gemeente Wipfratal, die op 1 januari 2019 opging in de gemeente Arnstadt.
Angelhausen-Oberndorf · Arnstadt · Branchewinda · Dannheim · Dosdorf · Espenfeld · Ettischleben · Görbitzhausen · Hausen · Kettmannshausen · Marlishausen · Neuroda · Reinsfeld · Roda · Rudisleben · Schmerfeld · Siegelbach · Wipfra